# Stadtmitte am Fluss

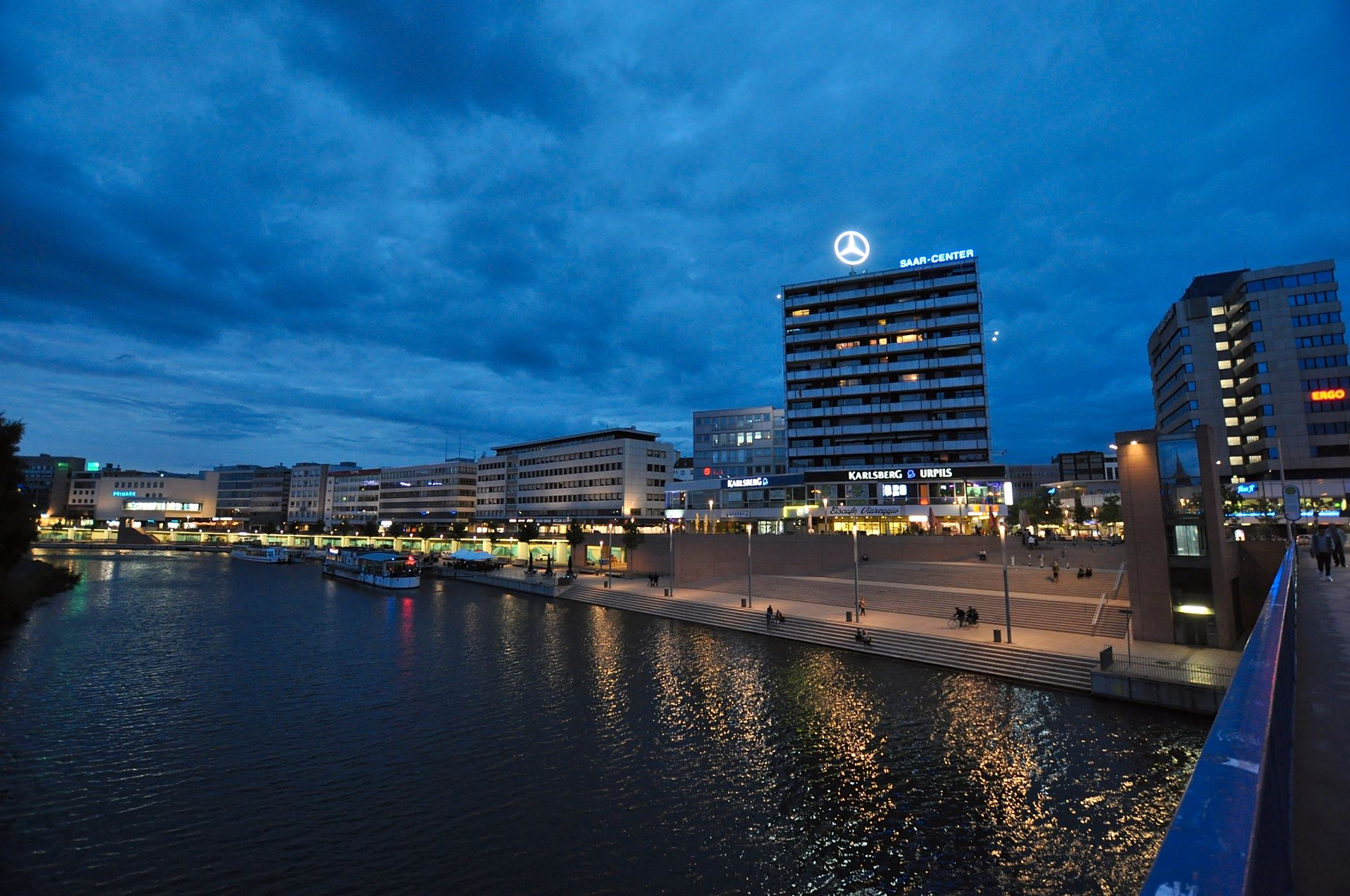
Neugeschaffene Freitreppe an der Berliner Promenade

Stadtmitte am Fluss (kurz: SaF) war ein Projekt, das mehr Attraktivität in Saarbrücken hervorrufen sollte. Es wurde von der damaligen Oberbürgermeisterin Charlotte Britz vorgeschlagen.

## Inhalt
Das Projekt, das 2004 erstmals vorgeschlagen wurde, sah eine Verschönerung der Stadtmitte vor. Als zentrales Projekt war geplant, die Stadtautobahn komplett in einen Tunnel zu verlegen. Auf der gewonnenen Fläche sollte ein Park entstehen und eine Wiederannäherung an den historischen Stadtgrundriss ermöglicht werden. 
Die Planungen für den Autobahntunnel wurden jedoch aus Kostengründen ausgesetzt. 
Einzelne Teilprojekte wurden hingegen in den folgenden Jahren umgesetzt. In St. Johann wurde die heruntergekommene Berliner Promenade komplett erneuert und behindertenfreundlich ausgestaltet. Nahe der Promenade entstand der Rabbiner-Rülf-Platz mit einer Freitreppe hinunter zur Saar. Die Wilhelm-Heinrich-Brücke wurde komplett saniert. In Alt-Saarbrücken wurde die Eisenbahnstraße modernisiert, der Neumarkt umgebaut sowie die Kreuzung Ludwigsplatz, Eisenbahnstraße und Wilhelm-Heinrich-Straße im Rahmen des Teilprojekts „Barock trifft Moderne“ umgestaltet.

## Kritik
Die Baumaßnahmen, insbesondere der nie realisierte Tunnel, waren umstritten. Befürworter des Projektes plädierten für das Projekt wegen höherer Attraktivität in der Innenstadt, besserer Umwelt (Verringerung des Verkehrslärmes und verminderte Schadstoffbelastung) und Verschwinden der unästhetischen Autobahn. Die Gegner des Projektes argumentierten mit den hohen Kosten von mehreren hundert Millionen Euro, einem Verkehrskollaps in der Innenstadt und dem Baulärm. Als Alternative zum Autobahntunnel wurden verschiedene Umgehungstrecken vorgeschlagen, um die stark frequentierte Stadtautobahn zu entlasten: die sog. Südumfahrung (Verbindung der A 620 mit der A 6 durch das Deutschmühlental), die sog. Nordumfahrung (Verbindung der A 1 mit der A 623 durch den Stadtwald) oder die sog. kleine Innenstadtumfahrung (Verbindung der Viktoriastraße/Ursulinenstraße und der Dudweilerstraße entlang der Bahnstrecke). Auch eine Überbauung/Überdeckelung der Stadtautobahn zur Wiederherstellung des historischen Stadtgrundrisses von Alt-Saarbrücken wurde diskutiert. Umgesetzt wurde jedoch keines dieser Vorhaben.